# General Motors Japan
General Motors Japan, Ltd. ist ein japanisches Unternehmen, das ehemals auf die Produktion und derzeit auf den Handel mit Automobilen spezialisiert ist. Das Unternehmen ist eine Tochtergesellschaft der amerikanischen General Motors Corporation.

## Geschichte
General Motors gründete 1926 oder Anfang 1927 eine Tochtergesellschaft in Osaka. Von 1925 bis 1935 wurde der japanische Markt durch amerikanische Hersteller dominiert (neben GM seit 1925 Ford und seit 1930 auch Chrysler). Im Jahr 1930 betrug der gemeinsame Marktanteil von  Ford und General Motors 95 %. Während seiner Präsenz (1927–1939) hatte General Motors einen Marktanteil von 42 Prozent. Zu den produzierten Modellen gehörte unter anderem die Marke Chevrolet. Neben einem neuen Gesetz im Jahre 1936, demzufolge bereits existierende ausländische Unternehmen ihre Jahresproduktion nicht weiter steigern durften, führten weitere wirtschaftliche und politische Faktoren dazu, dass sich General Motors (wie andere amerikanische Hersteller) 1939 vom japanischen Markt zurückzog. Im Jahr 1935 hatte GM 9470 Fahrzeuge hergestellt.
Eine Neugründung der General Motors Japan, Ltd. in Tokio erfolgte 2001.

## Fahrzeugübersichten

### Fahrzeuge der Marke Chevrolet vor 1945
Alle Fahrzeuge von Chevrolet aus der Zeit vor 1945 hatten einen Frontmotor und Hinterradantrieb.
| Modell                       | Bauzeit   | Hubraum cm³ | Motorleistung PS | Fahrzeuglänge cm | Aufbauten | Quelle |
| ---------------------------- | --------- | ----------- | ---------------- | ---------------- | --- | ------ |
| Superior Series V            | 1926–1927 | 2802        | 26               |                  | Tourenwagen 4-türig | [ 8 ]  |
| Capitol Series AA            | 1927–1928 | 2802        | 26               | 376              | Tourenwagen 4-türig, Kastenwagen, Pick-up                                                                                           | [ 8 ]  |
| LM Series 1t                 | 1927–1928 | 2802        | 26               |                  | Fahrgestell | [ 8 ]  |
| AB Series National           | 1928–1929 | 2802        | 35               | 386              | Limousine 4-türig, Tourenwagen 4-türig, Roadster, Kastenwagen, Pick-up                                                              | [ 8 ]  |
| LO Series 1t                 | 1928–1928 | 2802        | 35               |                  | Fahrgestell | [ 8 ]  |
| LP Series 1t                 | 1928–1929 | 2802        | 35               |                  | Fahrgestell | [ 8 ]  |
| AC Series International      | 1929–1930 | 3177        | 46               | 391              | Limousine 4-türig, Tourenwagen 4-türig, Roadster, Kastenwagen, Pick-up                                                              | [ 8 ]  |
| LQ Series 1½t                | 1929–1930 | 3177        | 46               |                  | Fahrgestell | [ 8 ]  |
| AD Series Universal          | 1930–1930 | 3177        | 50               |                  | Limousine 4-türig, Tourenwagen 4-türig, Roadster, Kastenwagen, Pick-up                                                              | [ 8 ]  |
| LR/LS Series 1½t             | 1930–1931 | 3177        | 50               |                  | Fahrgestell | [ 8 ]  |
| AE Series Independence       | 1930–1932 | 3177        | 50               |                  | Limousine 4-türig (als Standard, Special und De Luxe), Town Car 4-türig, Tourenwagen 4-türig, Coupé, Roadster, Kastenwagen, Pick-up | [ 8 ]  |
| LT/MA/MB/MC/MD Series 1½t    | 1931–1932 | 3177        | 50               |                  | Fahrgestell | [ 8 ]  |
| BA Series Confederate        | 1932–1933 | 3177        | 60               | 439              | Limousine 4-türig (als Standard, Special und De Luxe), Tourenwagen 4-türig, Coupé, Roadster, Kastenwagen, Pick-up                   | [ 8 ]  |
| NA/NB/NC/ND Series 1½t       | 1932–1933 | 3177        | 60               |                  | Fahrgestell | [ 8 ]  |
| CC Series Standard Six Sedan | 1933–1934 | 2970        | 60               |                  | Limousine 2-türig | [ 8 ]  |
| CA Series Eagle              | 1933–1934 | 3389        | 65               |                  | Limousine 4-türig (als Standard, Special und De Luxe), Tourenwagen 4-türig, Coupé, Roadster, Kastenwagen, Pick-up                   | [ 8 ]  |
| OA/OB/OC/OD Series 1½t       | 1933–1934 | 3389        | 65               |                  | Fahrgestell | [ 8 ]  |
| O Series Utility Truck 2t    | 1933–1934 | 3389        | 65               |                  | Lastkraftwagen 6-rädrig | [ 8 ]  |
| DC Series Standard Six Sedan | 1934–1935 | 2970        | 60               | 476              | Limousine 2-türig, Limousine 4-türig                                                                                                | [ 8 ]  |
| DA Series Master             | 1934–1935 | 3389        | 80               | 476              | Limousine 4-türig (als Standard, Special und De Luxe), Coupé, Roadster                                                              | [ 8 ]  |
| DB Series Half-Ton           | 1934–1935 | 3389        | 80               | 476              | Kastenwagen, Pick-up | [ 8 ]  |
| PA/PB/PC/PD Series 1½t       | 1934–1935 | 3389        | 80               |                  | Fahrgestell | [ 8 ]  |
| P Series Utility Truck 2t    | 1934–1935 | 3389        | 80               |                  | Lastkraftwagen 6-rädrig | [ 8 ]  |
| EC Series Standard Six       | 1935–1935 | 3389        | 74               |                  | Limousine 4-türig, Phaeton 4-türig                                                                                                  | [ 9 ]  |
| ED Series Master             | 1935–1935 | 3389        | 80               |                  | Limousine 4-türig, Sport-Limousine 4-türig                                                                                          | [ 9 ]  |
| FD Series Maser              | 1935–1936 | 3389        | 79               |                  | Limousine 4-türig, Sport-Limousine 4-türig                                                                                          | [ 9 ]  |
| GB Series Master             | 1936–1937 | 3548        | 85               |                  | Limousine 4-türig, Sport-Limousine 4-türig                                                                                          | [ 9 ]  |
| HB Series Master             | 1937–1938 | 3548        | 85               |                  | Limousine 4-türig, Sport-Limousine 4-türig                                                                                          | [ 9 ]  |
| JB Series Master             | 1938–1940 | 3548        | 85               |                  | Limousine 4-türig, Sport-Limousine 4-türig                                                                                          | [ 9 ]  |
| EB Series                    | 1935–1935 | 3389        | 80               |                  | Pick-up, Fahrgestell (112 inch Radstand)                                                                                            | [ 9 ]  |
| QA/QB Series 1½t             | 1935–1936 | 3389        | 69               |                  | Lastkraftwagen, Fahrgestell (131 inch Radstand)                                                                                     | [ 9 ]  |
| QC/QD Series 1½t             | 1935–1936 | 3389        | 69               |                  | Lastkraftwagen, Fahrgestell (157 inch Radstand)                                                                                     | [ 9 ]  |
| FB Series                    | 1935–1936 | 3389        | 80               |                  | Pick-up, Fahrgestell (112 inch Radstand)                                                                                            | [ 9 ]  |
| GC Series                    | 1936–1937 | 3548        | 85               |                  | Pick-up, Fahrgestell (112 inch Radstand)                                                                                            | [ 9 ]  |
| RA/RB Series 1½t             | 1936–1937 | 3548        | 78               |                  | Lastkraftwagen, Fahrgestell (131 inch Radstand)                                                                                     | [ 9 ]  |
| RC/RD Series 1½t             | 1936–1937 | 3548        | 78               |                  | Lastkraftwagen, Fahrgestell (157 inch Radstand)                                                                                     | [ 9 ]  |
| HC Series                    | 1937–1938 | 3548        | 85               |                  | Pick-up, Fahrgestell (112 inch Radstand)                                                                                            | [ 9 ]  |
| SA/SB Series 1½t             | 1937–1938 | 3548        | 78               |                  | Lastkraftwagen, Fahrgestell (131 inch Radstand)                                                                                     | [ 9 ]  |
| SC/SD Series 1½t             | 1937–1938 | 3548        | 78               |                  | Lastkraftwagen, Fahrgestell (157 inch Radstand)                                                                                     | [ 9 ]  |
| JC Series                    | 1938–1940 | 3548        | 85               |                  | Pick-up, Fahrgestell (112 inch Radstand)                                                                                            | [ 9 ]  |
| TA/TB Series 1½t             | 1938–1940 | 3548        | 78               |                  | Lastkraftwagen, Fahrgestell (133 inch Radstand)                                                                                     | [ 9 ]  |
| TC/TD Series 1½t             | 1938–1940 | 3548        | 78               |                  | Lastkraftwagen, Fahrgestell (158,5 inch Radstand)                                                                                   | [ 9 ]  |

### Fahrzeuge der Marke Oldsmobile vor 1945
| Modell | Bauzeit   | Hubraum cm³ | Motorleistung PS | Fahrzeuglänge cm | Aufbauten         | Quelle |
| ------ | --------- | ----------- | ---------------- | ---------------- | ----------------- | ------ |
| 6      | 1935–1935 | 3490        | 90               |                  | Limousine 4-türig | [ 9 ]  |
| 8      | 1935–1935 | 3933        | 100              |                  | Limousine 4-türig | [ 9 ]  |
| 6      | 1935–1936 | 3490        | 90               |                  | Limousine 4-türig | [ 9 ]  |
| 8      | 1935–1936 | 3933        | 100              |                  | Limousine 4-türig | [ 9 ]  |
| 6      | 1936–1937 | 3769        | 95               |                  | Limousine 4-türig | [ 9 ]  |
| 8      | 1936–1937 | 4211        | 110              |                  | Limousine 4-türig | [ 9 ]  |
| 6      | 1937–1938 | 3769        | 95               |                  | Limousine 4-türig | [ 9 ]  |
| 8      | 1937–1938 | 4211        | 110              |                  | Limousine 4-türig | [ 9 ]  |
| 6      | 1938–1939 | 3769        | 95               |                  | Limousine 4-türig | [ 9 ]  |
| 8      | 1938–1939 | 4211        | 110              |                  | Limousine 4-türig | [ 9 ]  |

### Fahrzeuge der Marke Pontiac vor 1945
| Modell    | Bauzeit   | Hubraum cm³ | Motorleistung PS | Fahrzeuglänge cm | Aufbauten         | Quelle |
| --------- | --------- | ----------- | ---------------- | ---------------- | ----------------- | ------ |
| 6 De Luxe | 1935–1935 | 3408        | 80               |                  | Limousine 4-türig | [ 9 ]  |
| 8         | 1935–1935 | 3661        | 84               |                  | Limousine 4-türig | [ 9 ]  |
| 6 De Luxe | 1935–1936 | 3408        | 80               |                  | Limousine 4-türig | [ 9 ]  |
| 8         | 1935–1936 | 3807        | 87               |                  | Limousine 4-türig | [ 9 ]  |
| 6 De Luxe | 1936–1937 | 3649        | 85               |                  | Limousine 4-türig | [ 9 ]  |
| 8         | 1936–1937 | 4079        | 100              |                  | Limousine 4-türig | [ 9 ]  |
| 6 De Luxe | 1937–1938 | 3649        | 85               |                  | Limousine 4-türig | [ 9 ]  |
| 8         | 1937–1938 | 4079        | 100              |                  | Limousine 4-türig | [ 9 ]  |
| 6 De Luxe | 1938–1939 | 3649        | 85               |                  | Limousine 4-türig | [ 9 ]  |
| 8         | 1938–1939 | 4079        | 100              |                  | Limousine 4-türig | [ 9 ]  |